# معهد فرانسيس كريك

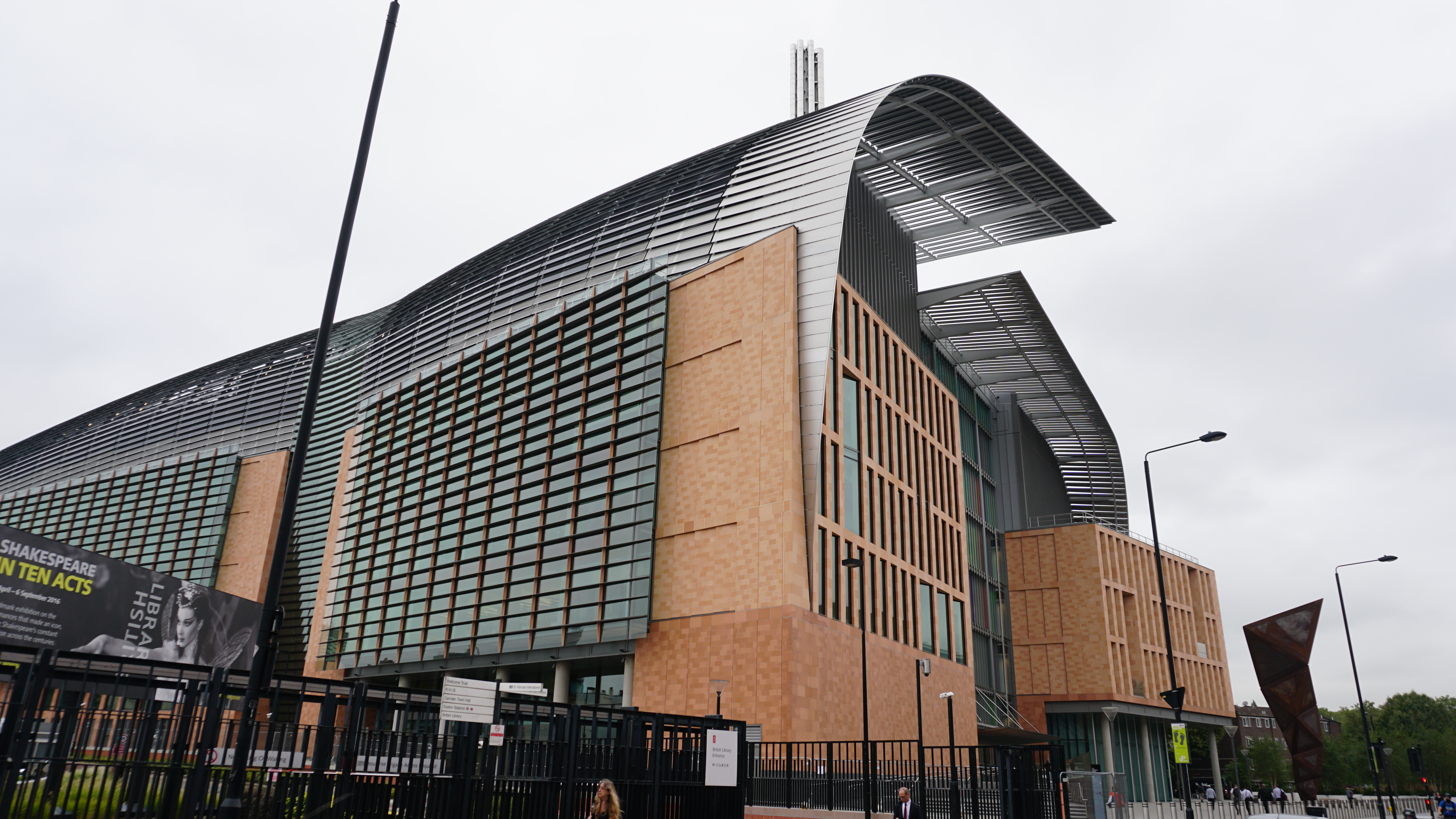
المبنى الرئيس لمعهد فرانسيس كريك

معهد فرانسيس كريك (المعروف سابقًا باسم مركز المملكة المتحدة للأبحاث الطبية والابتكار) هو مركز أبحاث طبية حيوية في لندن، تأسس عام 2010 وافتُتح رسميًا عام 2016. يُعتبر المعهد شراكة بين عدة مؤسسات بارزة، تشمل مركز أبحاث السرطان في المملكة المتحدة، وكلية لندن الإمبراطورية، وكلية الملك بلندن (KCL)، ومجلس البحوث الطبية، و كلية لندن الجامعية (UCL)، ومؤسسة ويلكم. يعمل في المعهد حوالي 1500 موظف، منهم 1250 عالمًا، بميزانية سنوية تتجاوز 100 مليون جنيه إسترليني، مما يجعله أكبر مختبر أبحاث طبية حيوية مستقل في أوروبا.
سُمي المعهد على اسم عالم الأحياء الجزيئية والفيزياء الحيوية وعالم الأعصاب فرانسيس كريك، والذي كان أحد مكتشفي بنية الحمض النووي، وتقاسم جائزة نوبل في علم وظائف الأعضاء أو الطب عام 1962 مع جيمس واتسون وموريس ويلكنز. يُطلق عليه بشكل غير رسمي اسم "كاتدرائية السير بول"، في إشارة إلى السير بول نرس وكاتدرائية القديس بول في لندن.

## التاريخ

### الخلفية
في عام 2003، قرر مجلس البحوث الطبية أن المعهد الوطني للبحوث الطبية (NIMR) التابع له بحاجة إلى الانتقال من مقره في "ميل هيل". شُكل فريق عمل، كان من بين أعضائه الخارجيين السير بول نورس، للنظر في الخيارات المتاحة. ومن بين المواقع التي رُفضت في النهاية مستشفى أدينبروك ومستشفى الاعتدال الوطني.
في 11 فبراير 2005، أُعلن عن خطط لنقل المعهد الوطني للأبحاث الطبية إلى كلية لندن الجامعية، إلا أن ذلك كان مشروطًا بتمويل حكومي، ولم يُنفذ.
وفي ديسمبر 2006، نُشر تقرير تقرير كوكسي بتكليف من المستشار جوردون براون في مارس/آذار. وقد قُيمت الأولويات الاستراتيجية للبحوث الصحية في المملكة المتحدة، وركّزت على أهمية تحويل الأبحاث الأساسية إلى فوائد صحية واقتصادية.

### تأسيس المركز تحت اسم مركز المملكة المتحدة للأبحاث الطبية والابتكار
في 5 ديسمبر 2007، أعلن رئيس الوزراء البريطاني آنذاك جوردون براون عن إنشاء «مركز المملكة المتحدة للأبحاث الطبية والابتكار» (UKCMRI). في 13 يونيو 2008، وفي 13 يونيو 2008، تم شراء موقع بمساحة 3.5 فدان في Brill Place مقابل 85 مليون جنيه إسترليني، ساهم مجلس الأبحاث الطبية بمبلغ 46.75 مليون جنيه منها.
في 15 يوليو 2010، أُعلن أن الحائز على جائزة نوبل بول نرس سيكون أول مدير ورئيس تنفيذي للمعهد. وتولى منصبه رسميًا في 1 يناير 2011. في 20 أكتوبر 2010، أكد وزير الخزانة جورج أوسبورن أن الحكومة البريطانية ستساهم بمبلغ 220 مليون جنيه إسترليني على مدى أربع سنوات لتغطية تكاليف إنشاء المركز.
وأخيرًا، في الحادي عشر من نوفمبر 2010، وقعت مؤسسة أبحاث السرطان في المملكة المتحدة ومجلس البحوث الطبية وجامعة لندن ومؤسسة ويلكم اتفاقية لإنشاء معهد أبحاث السرطان في المملكة المتحدة مؤسسةً خيريةً، رهنًا بموافقة هيئة لجنة الأعمال الخيرية. وافق مجلس بلدية "كامدن" على خطة البناء التي قُدّمت في 1 سبتمبر من نفس العام.

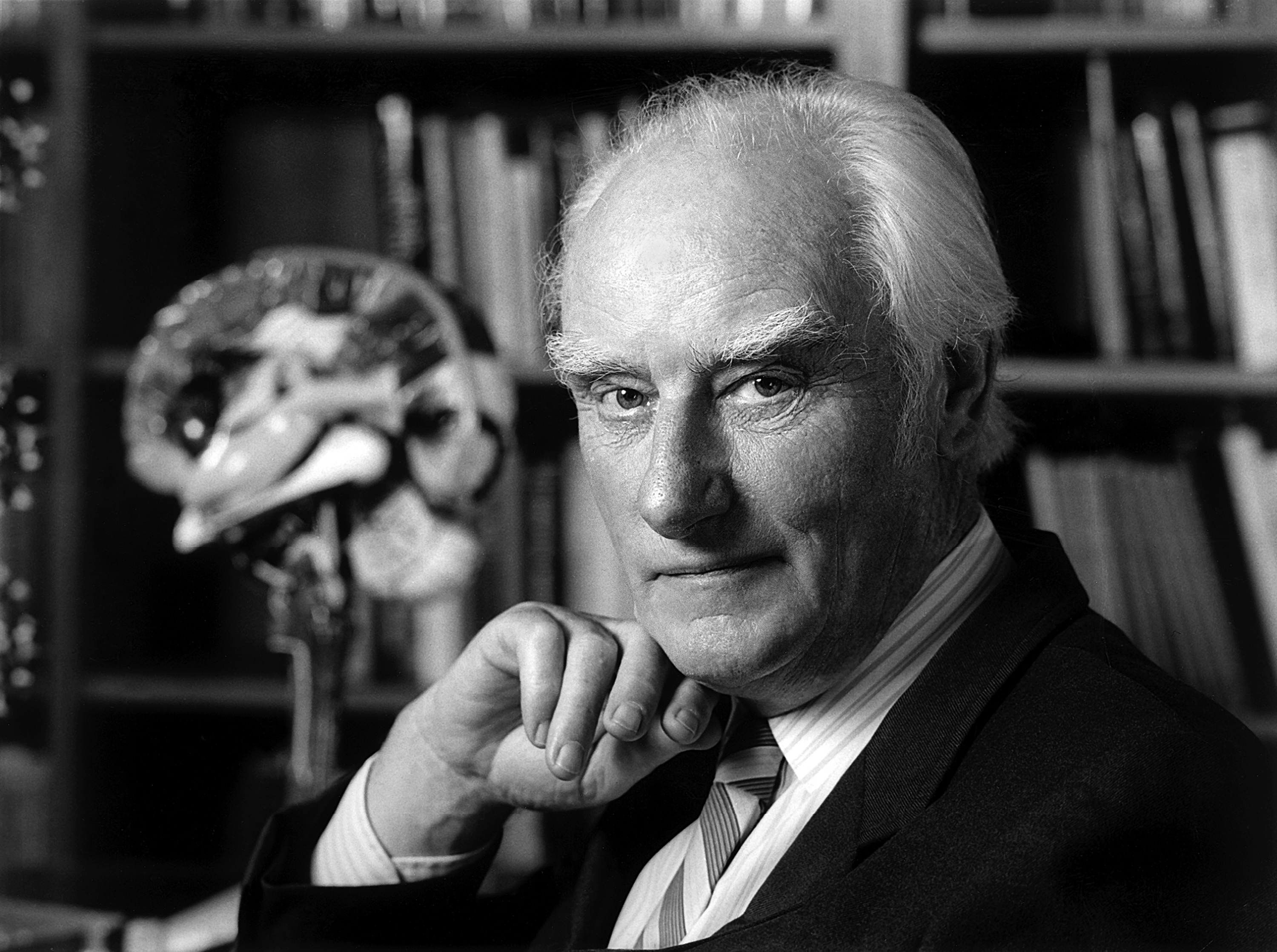
كان فرانسيس كريك (أعلى) وجيمس واتسون اثنين من علماء كامبريدج الذين أنشأوا أول نموذج حلزوني مزدوج للحمض النووي وهما.

### إعادة التسمية إلى معهد فرانسيس كريك
في 25 مايو 2011، أُعلن أنه ستُغير تسمية معهد المملكة المتحدة للأبحاث الطبية الحيوية إلى «معهد فرانسيس كريك» في يوليو ليتزامن مع بدء العمل في تشييد المبنى، تكريمًا للعالم البريطاني الحائز على جائزة نوبل فرانسيس كريك. في يوليو 2011 اعتُمد الاسم الجديد. وفي 11 أكتوبر 2011، أُقيمت مراسم تكريس المبنى الجديد بحضور عمدة لندن بوريس جونسون، وعضو البرلمان ديفيد ويليتس، والسير بول نورس. وألقت غابرييل كريك، ابنة فرانسيس كريك، كلمة قصيرة، بينما قدّم ابنه مايك كريك لوحة أرقام سيارته في كاليفورنيا (AT GC) لتُدفن في كبسولة زمنية خلال الحفل. وفي 6 يونيو 2013، أُقيمت مراسم تتويج المبنى، وتم الإعلان عن استراتيجية المعهد العلمية، كما تم تأكيد حصول المعهد على منحة بقيمة 3 ملايين جنيه إسترليني من مؤسسة وولفسون.
بحلول منتصف أغسطس 2016، اكتملت أعمال البناء وسُلّم المبنى رسميًا. انتقل العلماء الأوائل إلى هناك في الأول من سبتمبر. في 9 نوفمبر 2016، وفي 9 نوفمبر 2016، افتتحت الملكة إليزابيث الثانية معهد فرانسيس كريك رسميًا، برفقة دوق إدنبرة ودوق يورك. وخلال زيارتها، أُزيح الستار عن لوحة بورتريه لفرانسيس كريك من رسم الفنان روبرت بالاغ. وكجزء من جولتها، بدأت الملكة في بتشغيل جهاز تحديد تسلسل الجينوم الخاص بمدير المعهد السير بول نيرس، والذي يتكون من ثلاثة مليارات حرف من شيفرته الوراثية.

## الحوكمة والتنظيم

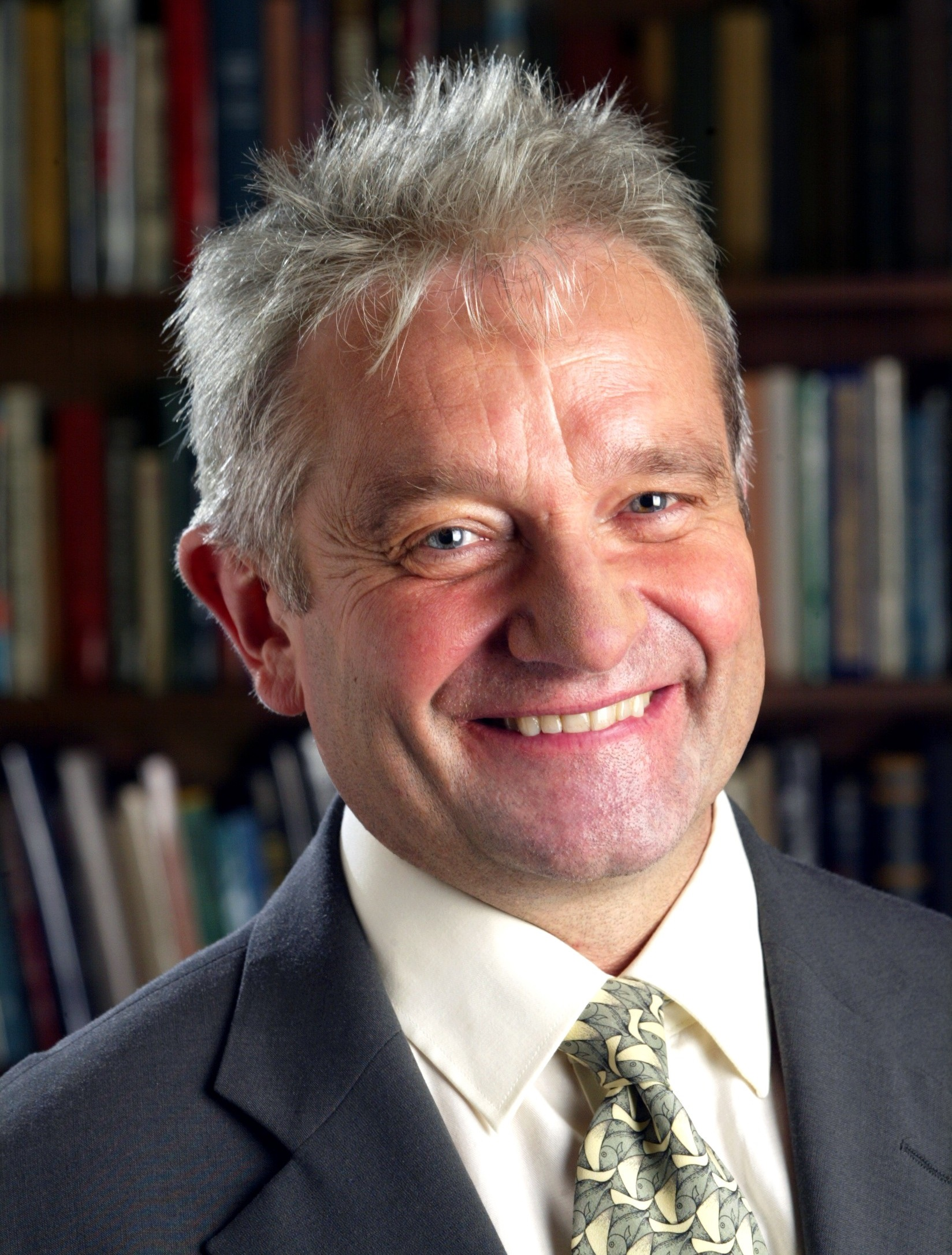
بول نورس، المدير والرئيس التنفيذي للمعهد منذ عام 2011

### القيادة
يُدار معهد فرانسيس كريك من خلال مجلس الأمناء، اللجنة التنفيذية، لجنة الإدارة العلمية، ومجلس استشاري علمي. اعتبارًا من عام 2024، يرأس جون براون مجلس الأمناء، والذي يضم في عضويته كلًا من: كيت بينغهام، وأدريان بيرد، وباتريك تشينيري، وإيزابيل إيليت، وإيان فولكس، وبريان جيلفاري، ومين بانغالوس، وجيريانت ريس، وجون أرن روتينغن، وماري رايان، وريتشارد تريمباث.
تتألف اللجنة التنفيذية من بول نورس (المدير والرئيس التنفيذي) وتضم الأعضاء التاليين: ريتشارد تريزمان (مدير الأبحاث)، وستيف جامبلين، وراهول ساكسينا، وعلي بيلي، وميشيل شاتلوورث، وستيفن مايوه وستيف ويلسون.
في يوليو 2024، أُعلن أن إديث هيرد ستخلف نورس في منصب المدير والرئيس التنفيذي، ومن المتوقع أنتتولى مهامها في صيف 2025.

### الشركاء
ساهمت عدة مؤسسات في تمويل إنشاء وتأسيس معهد فرانسيس كريك، بما في ذلك:
| المنظمات                         | التمويل                 | تعليقات                                                             |
| -------------------------------- | ----------------------- | ------------------------------------------------------------------- |
| مجلس البحوث الطبية               | 300 مليون جنيه استرليني | الشريك المؤسس (UKCMRI)، بما في ذلك دمج المعهد الوطني للأبحاث الطبية |
| أبحاث السرطان في المملكة المتحدة | 160 مليون جنيه استرليني | الشريك المؤسس (UKCMRI)، بما في ذلك دمج معهد لندن للأبحاث            |
| صندوق ويلكم                      | 120 مليون جنيه استرليني | الشريك المؤسس (UKCMRI)                                              |
| كلية لندن الجامعية (UCL)         | 40 مليون جنيه استرليني  | الشريك المؤسس (UKCMRI)                                              |
| كلية لندن الإمبراطورية           | 40 مليون جنيه استرليني  |                                                                     |
| كلية الملك بلندن (KCL)           | 40 مليون جنيه استرليني  |                                                                     |

## الأبحاث

### مجالات البحث
يُعد معهد فرانسيس كريك مركزًا للاكتشافات الطبية الحيوية، حيث يهدف إلى فهم أسباب تطور الأمراض وابتكار طرق جديدة لعلاجها، تشخيصها، والوقاية منها. تشمل مجالات البحث الرئيسية أمراضًا مثل:
- السرطان
- أمراض القلب
- السكتات الدماغية
- العدوى
- الأمراض العصبية التنكسية [35]

### برنامج العلوم الحالي
يصف المعهد برنامجه البحثي بأنه يستكشف «سبعة أسئلة علمية رفيعة المستوى تعكس القضايا الرئيسة ذات الاهتمام في مجال البحث الطبي الحيوي واستراتيجيات البحث الحالية لمؤسسيها الستة»". ووفقًا للمعهد، فهذه الأسئلة هي:
- كيف يكتسب الكائن الحي شكله ووظائفه؟
- كيف تحافظ الكائنات الحية على الصحة والتوازن طوال الحياة ومع تقدمها في العمر؟
- كيف يمكننا استخدام المعرفة البيولوجية لفهم الأمراض البشرية وتشخيصها وعلاجها بشكل أفضل؟
- كيف يبدأ السرطان وينتشر ويستجيب للعلاج؟
- كيف يعرف الجهاز المناعي ما إذا كان عليه أن يتفاعل، ومتى وكيف؟
- كيف تعمل الميكروبات والجراثيم المسببة للأمراض وتتفاعل مع مضيفيها؟
- كيف يكتشف الجهاز العصبي المعلومات ويخزنها ويستجيب لها ويحتفظ بهذه المعلومات طوال الحياة؟

في يوليو 2015، أُعلن عن شركة غلاكسو سميث كلاين باعتبارها أول شريك تجاري للمعهد. تتضمن الصفقة المساهمة بالموارد والأفراد في المشاريع المشتركة.
في مايو 2022، أعلن معهد فرانسيس كريك عن حصوله على تعهد بقيمة 50 مليون جنيه إسترليني من مؤسسة كريس بانتون، وهو أكبر تعهد خيري فردي في تاريخ المعهد الممتد لخمس سنوات، لتمويل مبادرة مركز اجتماعات جديدة تهدف إلى تسريع تحويل الاكتشافات العلمية إلى فوائد مجتمعية.

### الإنجازات والتأثير
في عام 2015، حصل توماس ليندال، رئيس المجموعة الفخري في معهد فرانسيس كريك والمدير الفخري لأبحاث السرطان في المملكة المتحدة في مختبر كلير هول، هيرتفوردشاي، على جائزة نوبل في الكيمياء بالاشتراك مع بول مودريتش وعزيز سانجار.
في عام 2016، حصل البروفيسور تيم بليس، من المعهد، إلى جانب البروفسورين، جراهام كولينجريدج (من جامعة بريستول) وريتشارد موريس (من جامعة إدنبرة) على جائزة الدماغ.

## المبنى والمرافق

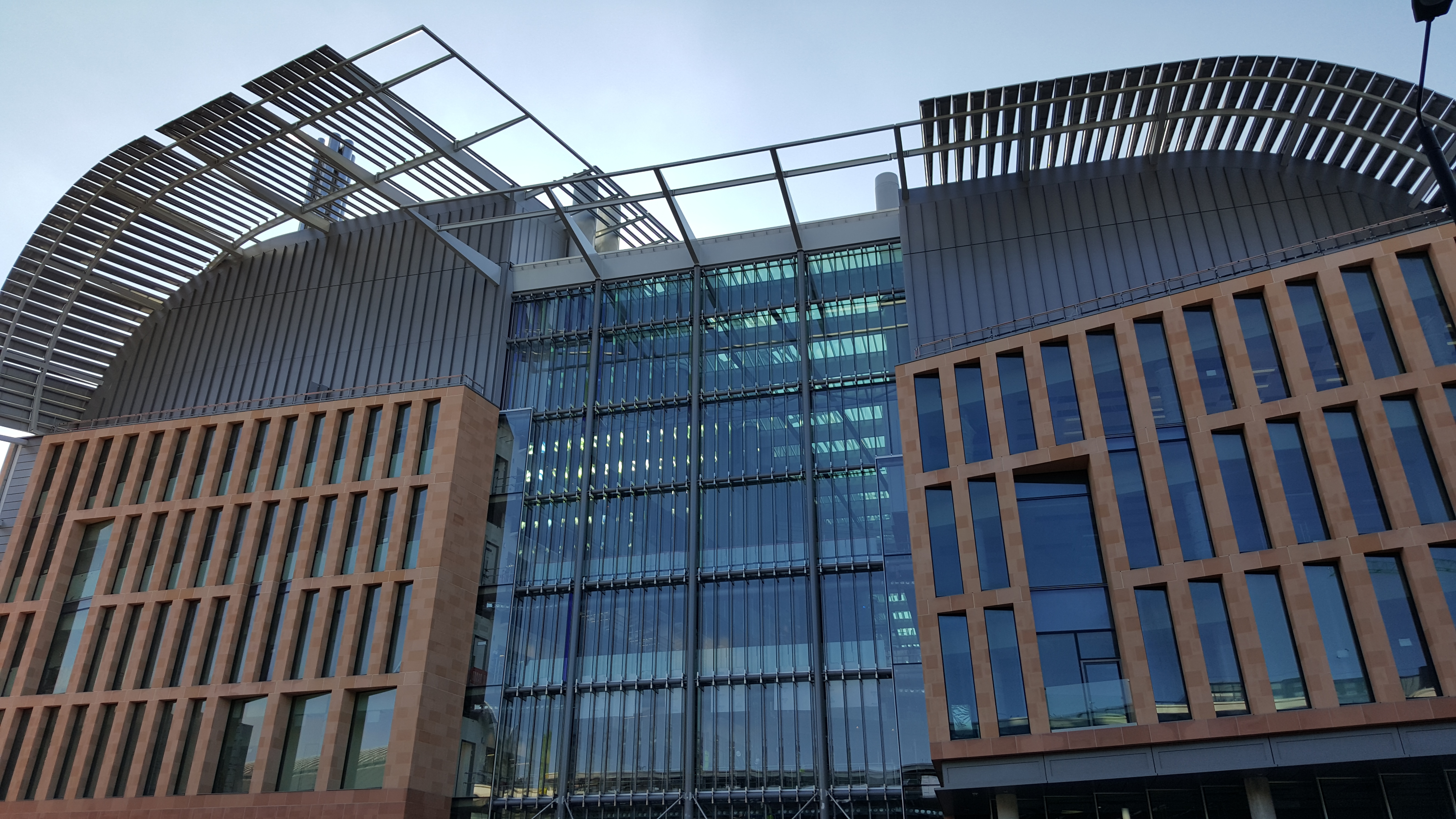
مبنى معهد فرانسيس كريك في أكتوبر 2015

يقع معهد فرانسيس كريك في منشأة متطورة افتُتحت عام 2016 بجوار محطة قطار سانت بانكراس في منطقة كامدن بوسط لندن. يتميز المبنى بتصميمه الحديث الذي يتألف من أربعة كتل خرسانية مسلحة بارتفاع يصل إلى ثمانية طوابق، بالإضافة إلى أربعة طوابق تحت الأرض. مساحة داخلية إجمالية تبلغ 82,578 مترًا مربعًا، بما في ذلك 29,179 مترًا مربعًا من المختبرات مع 5 كيلومترات من منصات العمل المختبرية 21,839 مترًا مربعًا من المساحات المكتبية المخصصة للبحث العلمي.
بالإضافة إلى المعدات العلمية الحديثة، التي يتميز الكثير منها بحساسية فائقة للاهتزازات والانبعاثات الكهرومغناطيسية، ويتطلب أنظمة متقدمة لمعالجة الهواء، خُصّص أكثر من ثلث المبنى لغرف المصانع وتوزيع الخدمات. يضم المرفق محطة طاقة حرارية وكهربائية مدمجة لتوليد طاقة منخفضة الكربون في الموقع نفسه. توفر الألواح الشمسية المثبتة على السطح طاقة متجددة إضافية، وجميع وحدات الإضاءة مصممة لتكون موفرة للطاقة. ويخفي السقف أيضًا وحدات التدفئة والتبريد. يقع ثلث المبنى تحت مستوى سطح الأرض لتقليل حجمه الظاهر وتوفير حماية إضافية للمعدات الحساسة.
تتوزع المختبرات داخل المبنى على أربعة طوابق، وتتكون من أربعة كتل مترابطة، وهي مصممة لتشجيع التفاعل بين العلماء العاملين في مجالات بحثية مختلفة. ويحتوي المعهد أيضًا على مساحة للمعارض العامة، ومساحة تعليمية، وقاعة تتسع لـ 450 مقعدًا، ومركز مجتمعي.
في عام 2016، رُكبت منحوتة ضخمة بعنوان "بارادايم" الذي يبلغ ارتفاعها 14 متراً والمصنوعة من الفولاذ المتآكل من تصميم الفنان البريطاني كونراد شوكروس، خارج المدخل الرئيس للمعهد. مما يجعلها واحدة من أكبر المنحوتات العامة في لندن.

### الجدول الزمني للبناء
في يوليو 2008، عين مركز المملكة المتحدة للأبحاث الطبية والابتكار مدير مشروع لموقع Brill Place شركة إدارة مشروع أروب، التي شاركت سابقًا في دراسات تقييم الموقع (جنبًا إلى جنب مع سي بي آر إي التي عملت مستشارةً للتخطيط وفي شراء الموقع)، من قبل العميل الذي اختاره المعهد في. في أغسطس عُيّن الفريق المهني الكامل، بما في ذلك المهندس المعماري والمصمم الرئيسي هوك ، و AKT II (مهندس إنشائي)، وأروب (هندسة خدمات البناء)، وسي بي آر إي غروب (المملكة المتحدة) (مستشارو التخطيط) و وتيرنر و تاونسند (إدارة التكاليف). في عام 2010، عُيّنت شركة بي أل بي للهندسة المعمارية للتعاون مع شركة هوك لتصميم الواجهة الخارجية، وتم الاحتفاظ بشركة BMJ مهندسين مستشارًا لمرافق الأبحاث البيولوجية.
بعد الحصول على موافقة التخطيط من مجلس كامدن في ديسمبر 2010، عُيّنت شركة لينغ أورورك مقاولًا رئيسًا في مارس 2011.
بدأ البناء في يوليو 2011 واكتمل عمليًا في الوقت المحدد وفي حدود الميزانية في أغسطس 2016، وبدأ الباحثون العمل في المبنى الجديد في سبتمبر.
بلغت تكلفة البناء 465 مليون جنيه إسترليني وبما في ذلك تجهيز المبنى، بلغت التكلفة الإجمالية للمشروع حوالي 700 مليون جنيه إسترليني.